# Screaming Eagle
Pour l’article ayant un titre homophone, voir Screamin' Eagle.
Screaming Eagle est une attraction du parc d'attractions de Bellewaerde. Cette tour de chute est de type Shot'N Drop qui allie comme son nom l'indique propulsion vers le haut et chute libre. 

## Description et autre exemplaires
La nacelle est projetée à une vitesse de 70 km/h jusqu'au sommet de la tour de cinquante mètres de haut. Elle est ensuite lâchée en chute libre puis exécute plusieurs rebonds avant de redescendre complètement. 
Il existe cinq tours similaires : T-Rex-Tower à Freizeit-Land Geiselwind en Allemagne, The Bounce à Oakwood Theme Park au Royaume-Uni, Freefall à Adventure World en Australie, Shot'N Drop à Essel World en Inde et Dark Tower à Walibi Sud-Ouest en France. Cette dernière se nommait Torre Radio Felifonte dans l'ancien parc Felifonte avant d'être relocalisée en France. Ferrari World Abu Dhabi propose G-Force de 2010 à 2016 . Il existait un exemplaire maxi de ce modèle dans le défunt parc allemand Space Park à Bremen. Le modèle forain nommé CountDown fréquente la Foire du Trône. Cannstatter Volksfest et Oktoberfest reçoivent également des versions foraines de Shot'N Drop.

## Informations
- Ouvert en 1999
- Constructeur : Huss Rides
- Type d'attraction : Tour de chute, Shot'N Drop
- Taille minimum : 1,40 m
- Capacité : 523 personnes/heures
- Zone : Canada

## Annexes

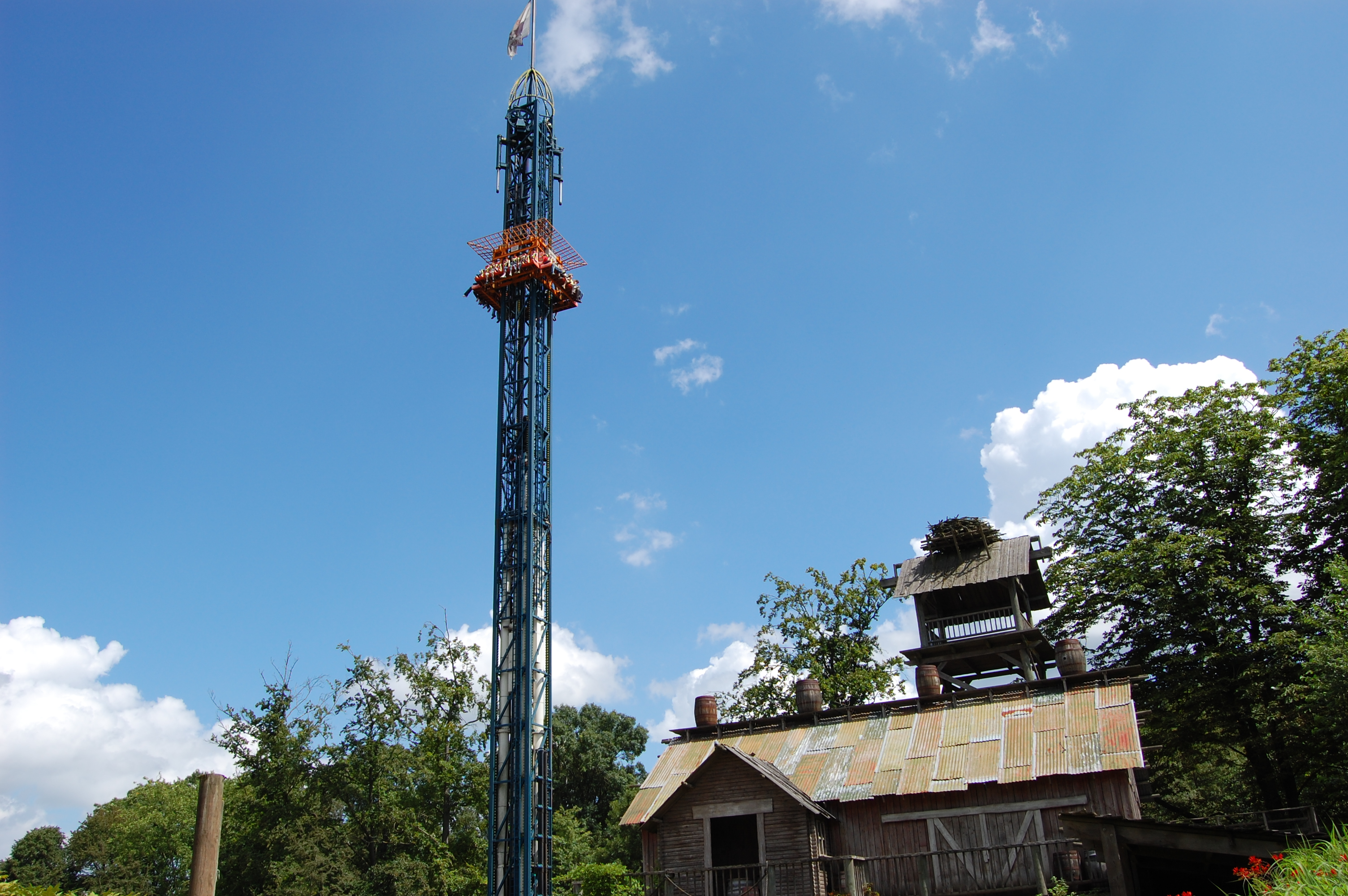
La tour du Screaming Eagle à Bellewaerde.